# Descriptio
Een descriptio (ook descriptie) is een stijlfiguur waarbij een gebeurtenis of ding zeer uitbundig wordt beschreven, zodat de lezer een goed idee heeft wat er kan worden beleefd of gezien.
voorbeeld
- Verkeer was er weinig te bekennen. Slechts hier en daar bewogen zich geruisloos voorbijgangers voort. Er werd nogal spaarzaam omgesprongen met verlichting, nauwelijks een gasvlammetje op de hoeken van de straten.
- Alfred Kubin (Aan gene zijde, Tweede deel, hoofdstuk I)